# Joseph Kokou Koffigoh

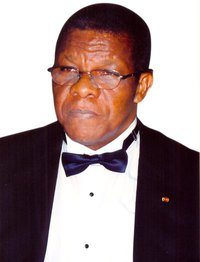
Joseph Kokou Koffigoh

Joseph Kokou Koffigoh (* 12. Dezember 1948 in Kpélé Dafo, Region Plateaux) war von 1991 bis 1994 Premierminister von Togo.

## Leben
Koffigoh besuchte das Lycée de Tokoin in Lomé, studierte Rechtswissenschaften an der Universität in Abidjan und schloss seine juristische Ausbildung in Poitiers ab. Danach arbeitete er als Anwalt und wurde 1990 Präsident der Anwaltskammer. Er stand als Aktivist in Menschenrechtsgruppen (u. a. Präsident der „Ligue togolaise des droits de l'homme“) lange in Opposition zu dem seit 1967 autoritär regierenden Präsidenten Gnassingbé Eyadéma.
Er wurde am 27. August 1991 Regierungschef, als eine Nationalkonferenz dem Präsidenten einen Premierminister an die Seite stellte, um dessen Macht zu beschränken. Das Amt des Premierministers war 1961 abgeschafft worden. In der ersten Phase seiner Regierungszeit waren meuternde Soldaten sein Hauptproblem, die gewaltsam Eyeadémas Macht wiederherstellen wollten. Im Oktober scheiterte ein Versuch, ihn zu entführen und im November wurde sein Amtssitz von Panzern umstellt. Die für 1992 vorgesehenen freien Präsidentschaftswahlen wurden abgesagt. Der Konflikt zwischen Anhängern des Präsidenten und Koffigohs Regierung konnte unter internationaler Vermittlung beigelegt werden.
Der Präsident verstand es, mit Unterstützung der Armee seine Machtposition zu behaupten und sich am 25. August 1993 mit 96,42 % der Stimmen im Amt bestätigen zu lassen, wobei die Wahlen von den meisten Oppositionsparteien boykottiert wurden. Koffigohs Amtszeit endete am 23. April 1994, als der Oppositionspolitiker Edem Kodjo mit der Bildung einer Koalitionsregierung beauftragt wurde. Koffigoh war im Februar bei den ersten Mehrparteienwahlen seit 1958 als einziger Abgeordneter seiner Partei Coordination des Forces Nouvelles (CFN) ins Parlament gewählt worden. 1998 wurde er Außenminister in der Regierung von Kwassi Klutse und blieb bis zum Jahr 2000 im Amt.
Als Vermittler war er 1999 an Waffenstillstandsverhandlungen während des Bürgerkrieges in Guinea-Bissau sowie an den Verhandlungen in Lomé für ein Friedensabkommen zwischen den Bürgerkriegsparteien in Sierra Leone beteiligt. Im Oktober 2000 wurde er Minister für regionale Entwicklung und die Beziehungen zum Parlament.
Im Mai 2005 wurde er Vorsitzender einer Untersuchungskommission zur Untersuchung der gewaltsamen Auseinandersetzungen während der Präsidentschaftswahlen vom 24. April 2005, die Faure Gnassingbé, Sohn des im Februar verstorbenen Eyeadéma für sich entscheiden konnte.